# Jacques Hustin
Jacques Hustin (* 15. März 1940 in Lüttich, Wallonien; † 6. April 2009) war ein belgischer Sänger und Kunstmaler, der 1974 am Eurovision Song Contest teilnahm.

## Biographie
Hustin studierte ursprünglich Malerei und Design, er schloss das Studium auch ab. Anfang der 1960er Jahre hatte er als Kunstmaler kleinere Erfolge. 1965 nahm er am Gesangswettbewerb von Spa teil, den er auch gewann. 1966 nahm er sein erstes Album auf und zog nach Paris, wo er bis 1968 als Kabarettsänger auftrat.
1974 wurde er vom wallonischen Fernsehsender BRT intern ausgewählt, Belgien beim Eurovision Song Contest zu vertreten. In einem unter dem Titel Six chansons avec Jacques Hustin veranstalteten Vorentscheid stellte er sechs Lieder vor. Es gewann das zum Text von Franck F. Gérald selbst komponierte Lied Fleur de liberté. Beim Eurovision Song Contest 1974 in Brighton erhielt er zehn Punkte und erreichte damit den neunten Platz unter 17 Teilnehmern. 1975 erhielt er mit La guimbarde in Belgien eine eigene Fernsehsendung, in der er verschiedene Musiker vorstellte. 1978 nahm er mit L’an 2000 c’est demain am belgischen Vorentscheid zum Eurovision Song Contest teil, konnte sich aber nicht gegen den Sieger Jean Vallée durchsetzen.
Zwischen 1976 und 1987 war er als Livekünstler sehr erfolgreich und hatte Auftritte in Kanada, Polen, Deutschland, Rumänien, der Schweiz, Frankreich und Belgien. 1988 beschloss er, seine musikalische Karriere zu beenden und sich ganz der Malerei zu widmen. Fast zehn Jahre führte er ein Atelier in den Ardennen, das er 1997 schloss. 1999 erschien ein Best-of-Album unter dem Titel En version originale, das sich nicht in den Verkaufscharts platzieren konnte.

## Diskografie

### Alben
- Amour au jour la nuit
- On m’a donné 15 ans
- Quand je m’endors contre ta bouche
- C’est toujours toujours
- Se ballader de par le monde
- Mon Brésil en hiver
- Le voyageur immobile
- Les coups de soleil
- On m’a donnée vingt ans

### EPs
- La gavroche
- Hiroshima
- Absence
- On m’a donné 15 ans
- Julie coup de foudre

### Singles
- Julie, coup de foudre
- Le vieux bonhomme hiver
- La marijuana
- Paris la tendresse
- La gavroche
- Le cosaque
- Les avoins decollent
- Histoire de rigoler
- Les petites filles de David
- Piano blanc
- Quai des rêves